# Piper PA-15 Vagabond
Les Piper PA-17 et PA-17 Vagabond sont des monoplans biplaces légers à aile haute et train d'atterrissage conventionnel, conçus par la compagnie américaine Piper Aircraft pour un usage privé et pour l'entraînement. Leur production a démarré en 1948,.

## Conception et développement
Le PA-15 fut le premier avion conçu par Piper après la Seconde Guerre mondiale. Il utilisait une grande partie de l'outillage et des machines de production qui étaient utilisées pour le célèbre Piper Cub, ainsi que plusieurs composants structurels de ce dernier, tels les gouvernes, l'empennage, le train d'atterrissage et la plupart des éléments constitutifs des ailes. L'aile du Vagabond est plus courte d'un caisson que celle du Cub (9,1 m au lieu de 11 m pour le Cub), ce qui mena à l'apparition du surnom de « Short-wing Piper » (le « Piper à aile courte ») pour le Vagabond. La réutilisation de matériel et de concepts existants permit de fortement réduire la quantité de matériel nécessaire pour concevoir et produire l'avion, ce qui réduisit de manière significative ses coûts de développement et de production. Cette démarche économique serait responsable du sauvetage de la compagnie Piper après la guerre, lui évitant la faillite de justesse.
Les Vagabonds disposaient d'un nouveau fuselage avec des sièges côte-à-côte, contrairement aux deux sièges du Cub, qui étaient installés en tandem. Le PA-15 était propulsé par un moteur à 4 cylindres à plat refroidis par air Lycoming O-145 (en) de 65 ch (49 kW). Comparé au PA-15, le PA-17 était doté de doubles-commandes, ce qui lui permettait d'être utilisé pour l'entraînement et la formation de nouveaux pilotes. Il disposait également d'un train d'atterrissage amorti par une corde élastique, alors que le PA-15 n'avait qu'un train rigide, et était propulsé par un Continental A-65-8 (en) de 65 ch (49 kW).
Le Vagabond fut suivi par le Piper PA-16 Clipper, qui était essentiellement un Vagabond avec un fuselage plus long de 43 cm, un moteur Lycoming O-235 de 108 ch (81 kW), des réservoirs internes supplémentaires dans les ailes et quatre sièges. Il fut également suivi par les avions de la famille des Pacers, les PA-20 Pacer, PA-22 Tri-Pacer et Colt, qui étaient tous des dérivés du Vagabond et appartenaient donc tous à la famille des Short-wing Pipers,.

## Héritage

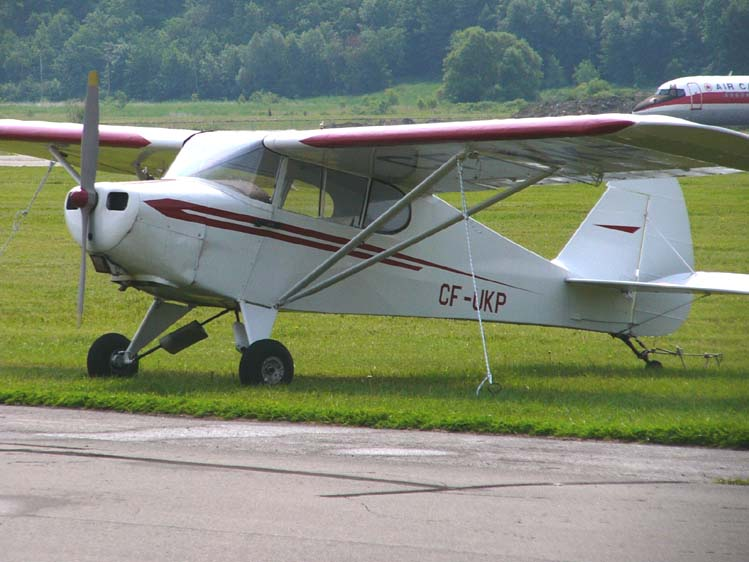
Piper PA-17 Vagabond.

Selon les registres de l'administration fédérale américaine, il reste encore 167 PA-15 et 101 PA-17 en activité aux États-Unis au mois de mars 2018.
Selon les registres de l'Aviation civile canadienne, il reste également 13 PA-15 et 12 PA-17 en activité au Canada.

## Versions

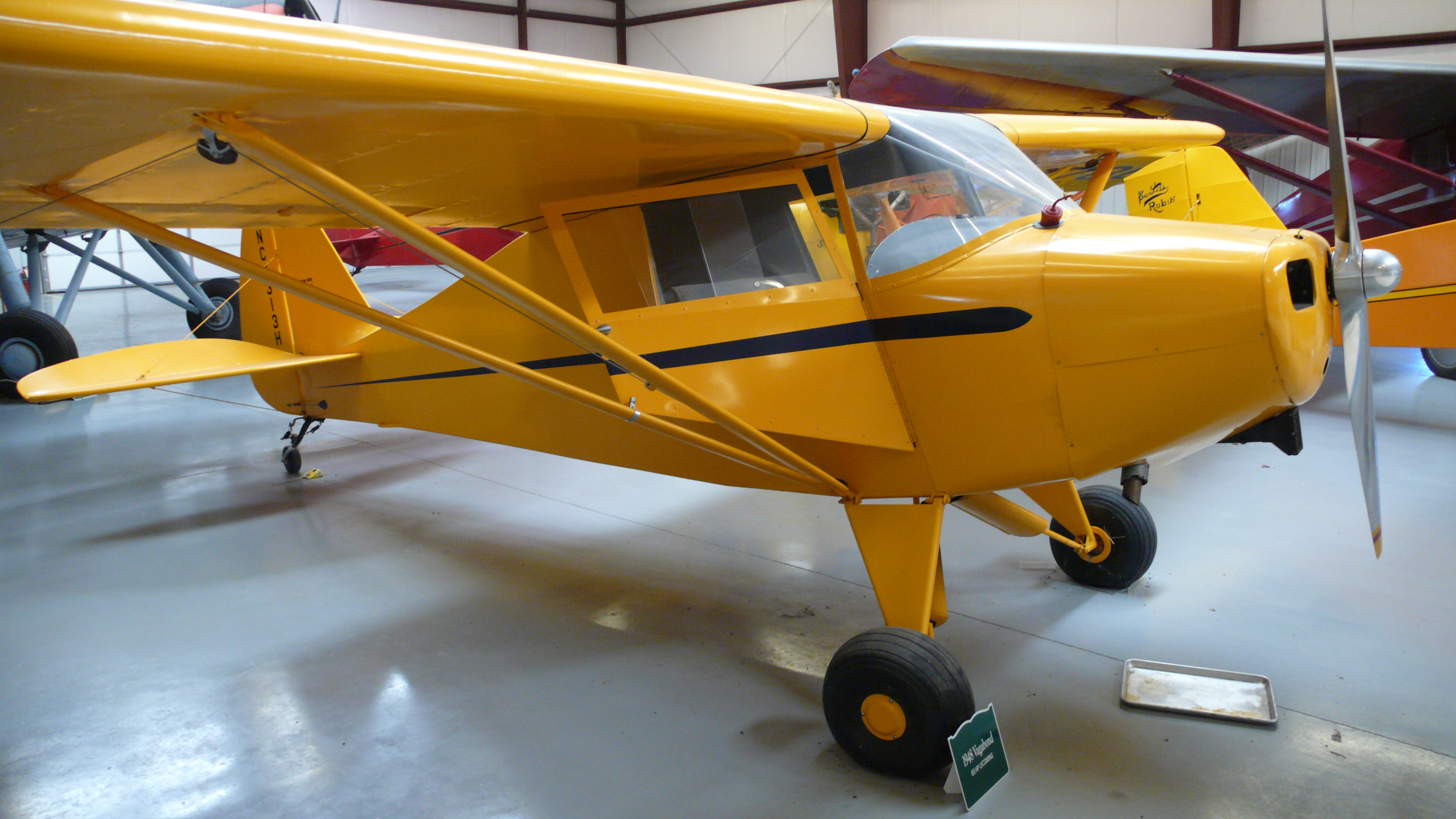
Un PA-15 de 1948, exposé à l'Historic Aircraft Restoration Museum.

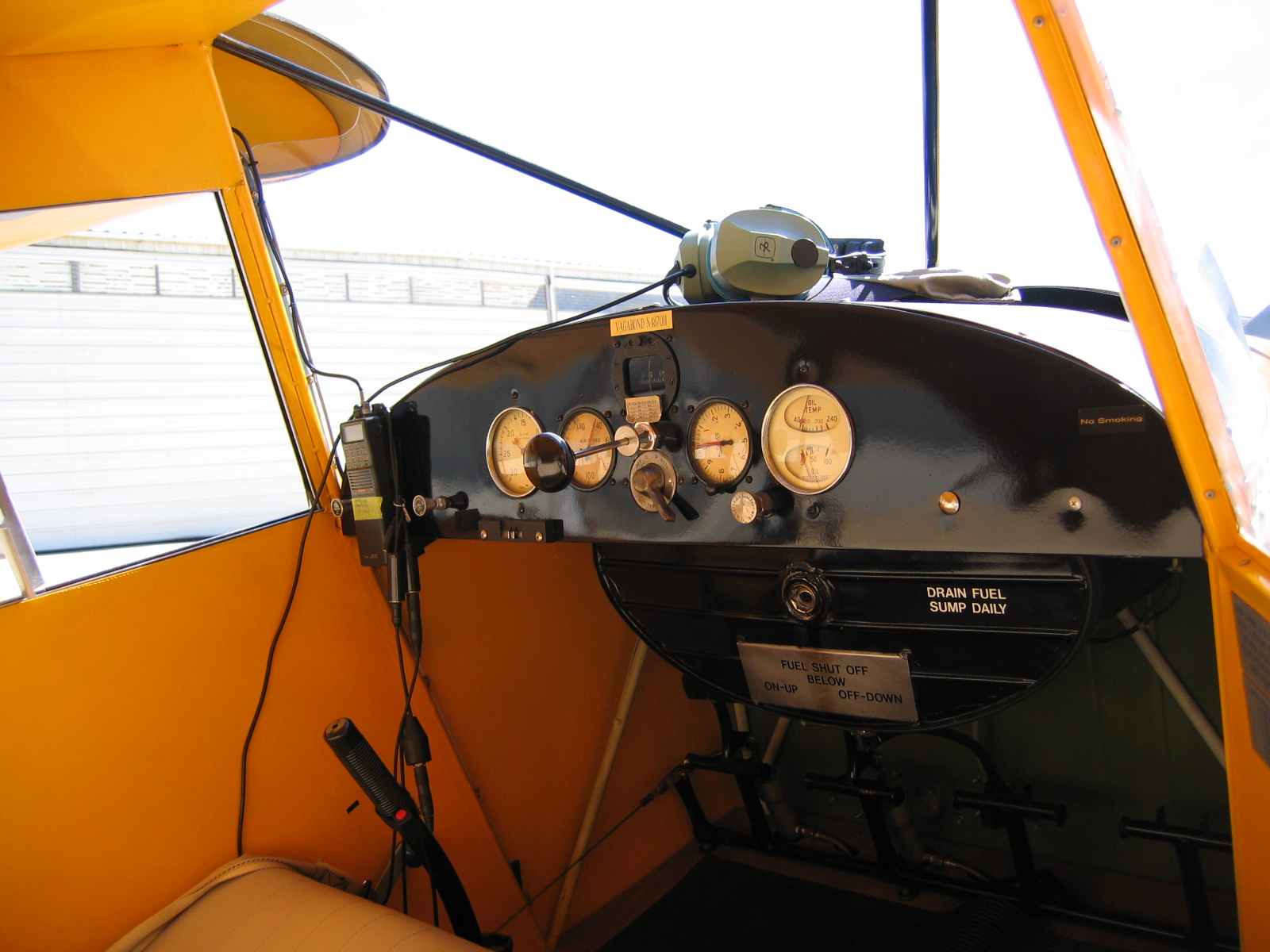
Vue intérieure d'un PA-17.

- PA-15 Vagabond : Avion biplace côte à côte, propulsé par un Lycoming O-145 de 65 ch. Il a été produit à 387 exemplaires.
- PA-17 Vagabond : Aussi connu sous le nom de Vagabond Trainer, il s'agit d'une version dérivée à doubles-commandes pour l'entraînement, propulsée par un Continental A-65-8 de 65 ch. Il a été produit à 214 exemplaires.

## Spécifications techniques (PA-15)
Données de Plane and Pilot
Caractéristiques générales
- Équipage : 1 pilote
- Capacité : 1 passager
- Longueur : 5,69 m
- Envergure : 8,92 m
- Masse à vide : 281 kg
- Masse typique : 498 kg
- Moteur : 1   Moteur à pistons à 4 cylindres à plat refroidis par air Lycoming O-145 (en) de 65 ch (45 kW)

 Performances 
- Vitesse maximale : 163 km/h
- Vitesse de croisière : 146 km/h
- Distance franchissable : 405 km
- Plafond : 3 077 m
- Vitesse ascensionnelle : 132 m/min
- Charge alaire : 35,69 kg/m2
- Rapport poids-puissance : 3,71 kg/ch